# Aysma State
Aysma State is een voormalige state in Beetgum bij de buurtschap Dijksterhuizen in de Nederlandse provincie Friesland. Het is niet bekend wanneer de state precies gebouwd is. De state was lang eigendom van de familie Van Aysma.
De state werd in ieder geval al bewoond in de 15e eeuw. In 1511 waren de bezittingen van de state 63.5 pondemaat groot, het betrof 53 pondemaat buitendijks en 10,5 pondemaat binnendijks land. In 1603 werd bij de dood van de toenmalige eigenaar opgetekend dat het eigendom 79 pondemaat groot was. In 1664 werd Aysmastate als een 'eigenerfde state' omschreven.

## Bewoners
De volgende familieleden van de Van Aysma's woonden op de Aysma State
- Hessel Aysma, getrouwd met Tieth Herema (omstreeks 1430)
- Tieth Herema (wed. Aysma) trouwde met Gerben Lauta uit Wier (1445)
- Hessel Lauta van Aysma (geb. ca. 1450) en Tjal Doeckedr. Fons (omstreeks 1470)
- Doecke Hessels (Lauta) van Aysma (1511 - 1529)
- Hotthye Hessels (Lauta) van Aysma (broer van Doecke) (1529 - 1543)
- Hessel Hotthyes van Aysma en Wybrich van Buma (1543 - 1566)
- Hotze Hessels van Aysma (1566 - 1603)
- Schelte Hothjes van Aysma (1603(?) - 1637)
- Tzietscke Hotthjedr. van Aysma, getrouwd met Albert Johanneszn. van Aysma  (1637 - 1654)
- Johan van Aysma (1654 - 1659)

Hierna volgden de erfgenamen van Johan van Aysma.
Enkele andere bewoners:
- familie Van Glinstra (18e eeuw)
- Pieter Benjamin Vegelin van Claerbergen (1850)